# Rua da Imperatriz Tereza Cristina
A Rua da imperatriz Tereza Cristina, conhecida apenas por Rua da imperatriz, é um logradouro de intenso comércio no bairo da Boa Vista, região central do Recife, Pernambuco.
Tem início como continuação da Ponte da Boa Vista, na confluência do Cais José Mariano com Rua da Aurora, terminando na Praça Maciel Pinheiro, onde está erguida a Matriz da Boa Vista, e onde também termina a Rua do hospício.
Em um casarão dessa rua nasceu o abolicionista Joaquim Nabuco, em 19 de agosto de 1849.
Por ter origem num aterro construído para a construção da Ponte da Boa Vista, inicialmente denominado Terra Nova', foi, por algum tempo, denominada Aterro da Boa Vista. Ainda mudaria de nome depois, denominando-se Rua Dr. Rosa e Silva e Rua Floriano Peixoto, até receber a denominação atual, em homenagem à imperatriz Tereza Cristina.